# 諏訪神社 (下呂市小坂町)
諏訪神社（すわじんじゃ）は、岐阜県下呂市小坂町（益田郡小坂町）にある神社（諏訪神社）。

## 概要
創立年代は不祥。永正年間に桜洞城城主三木直頼の家臣荒井四郎右衛門が信濃国諏訪大社を勧請し、益田郡大島村郷石原（現・下呂市小坂町大島）に祠を建てたのが創建という。正徳元年（1711年）に現在地に移転。
1909年（明治42年）に津島神社（字森ケ平）、神明神社（字幅氏下）、星之宮神明神社（字小瀬ケ平）、山之神社（字小瀬ケ平）を合祀。
1934年（昭和9年）に郷社となる。
戦後は単立神社であったが、1980年（昭和55年）から神社本庁所属の神社となる。

## 主祭神
- 建御名方命
- 八坂刀売命

## 摂社祭神
- 建速須佐之男命
- 天照皇大御神
- 大山祇神

## 文化財
- 諏訪神社の狛犬

室町時代作と推定される木製（檜材）の狛犬。1972年（昭和47年）6月16日に岐阜県の有形文化財に指定されている。